# Fokföldi ürgemókus
A fokföldi ürgemókus (Xerus inauris) az emlősök (Mammalia) osztályának a rágcsálók (Rodentia) rendjébe, ezen belül a mókusfélék (Sciuridae) családjába tartozó faj.

## Elterjedés
A fokföldi ürgemókus Afrika déli részének sivatagos vidékein fordul elő. Dél-Afrikának a következő országaiban fordul elő: Dél-afrikai Köztársaság, Botswana és Namíbia.

## Életmód
Időnként megosztja az üregét a mongúzokkal és szurikátákkal.

### Fordítás
- Ez a szócikk részben vagy egészben  a   Cape Ground Squirrel című angol Wikipédia-szócikk fordításán alapul.  Az eredeti cikk szerkesztőit annak laptörténete sorolja fel. Ez a jelzés csupán a megfogalmazás eredetét és a szerzői jogokat jelzi, nem szolgál a cikkben szereplő információk forrásmegjelöléseként.